# الیاس‌شاهیان

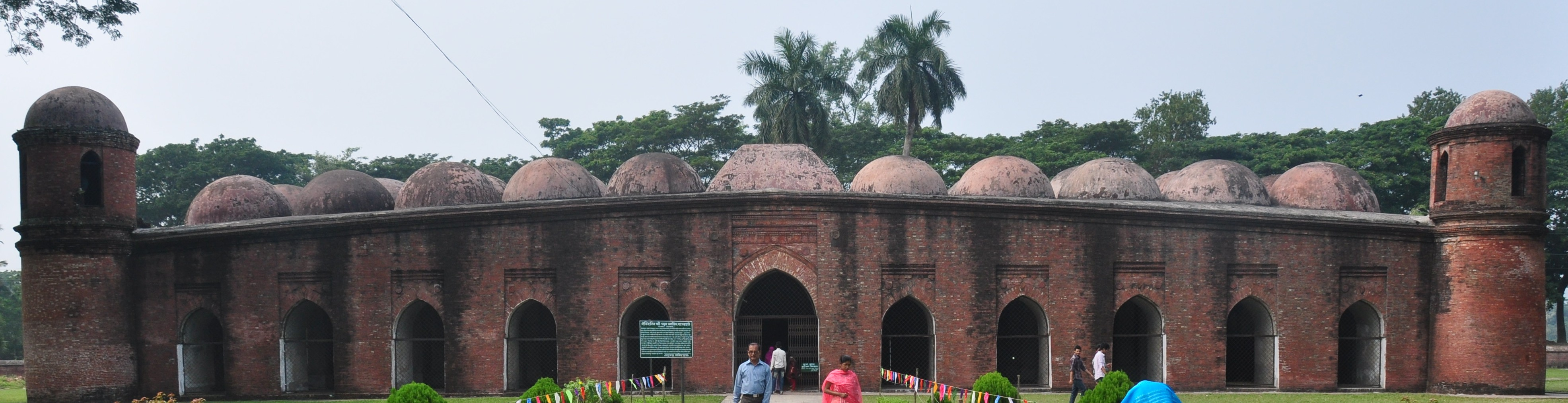
شیت گنبوج مسجد (مسجد شصت گنبد) ساخته شده به زمان نصرالدین محمودشاه از خاندان الیاس‌شاهیان بنگال

دودمان الیاس‌شاهی دودمانی ترک تبار ایرانی‌مآب و مسلمان، اهل سیستان بودند، که در سده‌های ۸ و ۹ هجری حکومتی مستقل را در بنگال تشکیل دادند. این حکومت نخستین حکومت مسلمان است، که بر سراسر بنگال حکم راند. برآمدن الیاس‌شاهی‌ها پایانی بود به دو سده و نیم درگیری دائمی میان حکمرانان محلی و برقراری آرامش و صلح در این سامان. در این دوره هنر و علم رونق گرفت و بازرگانی رواج یافت، همچنین ارتباط سیاسی و فرهنگی با دیگر کشورها سبب آمیختگی فرهنگ بومی بنگال با آن‌ها گردید. ایشان به آبادانی نیز توجه داشته‌اند و آثار بسیاری از این دوره به جای مانده که آمیزه‌ای از معماری بنگالی، معماری ایرانی است. در دورهٔ الیاس‌شاهی‌ها افزون‌بر زبان فارسی که در بنگال زبان رسمی و حکومتی بود، به زبان بنگالی نیز بها داده شد، در همین دوره بود که سبک ریخته در ادبیات بنگالی توسط نور قطب عالم، صوفی چشتی پدید آمد، چنانچه مصرعی به ترکی و مصرعی دیگر به بنگالی می‌سرودند. الیاس‌شاهی‌ها با جمعیت هندوی بنگال روابط خوبی داشتند و در دورهٔ ایشان هندوها به مناصب بالای درباری رسیدند.

## قند پارسی در بنگاله

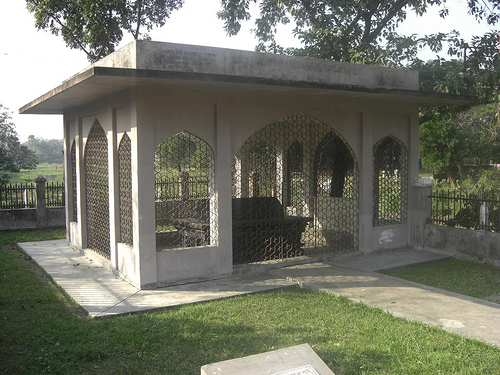
مقبره غیاث‌الدین اعظم‌شاه نارایان‌گنج بنگلادش

غیاث‌الدین اعظم‌شاه سومین پادشاه این سلسله مردی بود فاضل و دوستدار ادب فارسی، وی هم‌عصر خواجه حافظ شیرازی بود و با این شاعر بزرگ فارسی‌گوی مکاتبه داشت. دربارهٔ چگونگی آغاز این مکاتبه روایتی در آیین اکبری اثر ابوالفضل علامی و ریاض‌السلاطین آمده که روزی سلطان به بیماری مهلکی دچار شده بود و به سه تن از زنان حرم به نام‌های سرو و گل و لاله دستور داد که پس از مرگ بدنش را بشویند. چون سلطان از بیماری نجات پیدا کرد به این سه زن محبت بسیار می‌کرد و این محبت دیگر زنان حرم را به حسادت واداشت چنان‌که به ایشان به استهزاء غساله می‌گفتند. سلطان که از این امر آگاهی یافت بر آن برآمد که با قصیده‌ای دل ایشان را به دست آورد. پس مصرع «ساقی حدیث سرو و گل و لاله می‌رود» را سرود، اما در مصرع بعداش ماند. چون هیچ‌یک از شاعران دربار نتوانستند وی را یاری نمایند، سلطان شعر ناتمام را به همراه دعوت حافظ به بنگال برای وی فرستاد. حافظ مصرع ناتمام سلطان را به مصرع «وین بحث با ثلاثه غساله می‌رود» کامل کرد، اما به خاطر کهولت سن از سفر به بنگال خودداری کرد و در عوض غزلی را که در زیر آمده به سلطان هدیه کرد. آمدن نام سلطان غیاث‌الدین و اشاره به دیدار از بنگال از لحاظ تاریخی این روایت را تأیید می‌کنند.
| ساقی حدیث سرو و گل و لاله می‌رود    |  | وین بحث با ثلاثه غساله می‌رود       |
| می ده که نوعروس چمن حد حُسن یافت    |  | کار این زمان ز صنعت دلاله می‌رود    |
| شکرشکن شوند همه طوطیان هند         |  | زین قند پارسی که به بنگاله می‌رود   |
| طی مکان ببین و زمان در سُلوک شعر    |  | کاین طفل، یک شبه، ره صد ساله می‌رود |
| آن چشم جادوانه عابدفریب بین        |  | کش کاروان سحر ز دنباله می‌رود       |
| از ره مرو به عشوه دنیا که این عجوز |  | مَکاره می‌نشیند و مُحتاله می‌رود       |
| باد بهار می‌وزد از گلستان شاه       |  | و از ژاله باده در قدح لاله می‌رود   |
| حافظ ز شوق مجلس سلطان غیاث دین     |  | غافل مشو که کار تو از ناله می‌رود   |

## فهرست شاهان
| لقب                                                                           | نام شخصی                                 | مدت حکومت |
| ----------------------------------------------------------------------------- | ---------------------------------------- | --------- |
| سلطان شمس الدین بنگالی: সুলতান শামসউদ্দীন                                          | الیاس شاه بنگالی: ইলিয়াস শাহ                | 1342–1358 |
| سلطان أبو المجاحد بنگالی: সুলতান আবুল মুজাহ্বিদ                                      | سکندر شاه بنگالی: সিকান্দর শাহ               | 1358–1390 |
| سلطان غیاث الدین بنگالی: সুলতান গিয়াসউদ্দীন                                         | أعظم شاه بنگالی: আজ়ম শাহ                  | 1390–1411 |
| سلطان سیف الدین بنگالی: সুলতান সাইফউদ্দীন                                          | Hamzah Shah حمزة شاه بنگالی: হামজ়া শাহ      | 1411–1413 |
| سلطان أبو المظفر بنگالی: সুলতান আবুল মুজ়াফফর                                       | Muhammad Shah محمد شاه بنگالی: মোহাম্মদ শাহ  | 1413      |
| سلطان ناصر الدین أبو المظفر بنگالی: সুলতান নাসিরউদ্দীন আবুল মোজ়াফ্ফর                    | Mahmud Shah محمود شاه بنگالی: মাহমূদ শাহ    | 1435–1459 |
| سلطان رکن الدین بنگالی: সুলতান রোকনউদ্দীন                                          | Barbak Shah باربک شاه بنگالی: বারবক শাহ    | 1459–1474 |
| سلطان شمس الدین أبو المظفر بنگالی: সুলতান শামসউদ্দীন আবুল মোজ়াফ্ফর                     | Yusuf Shah یوسف شاه بنگالی: ইউসুফ শাহ      | 1474–1481 |
| سلطان نور الدین بنگالی: সুলতান নূরউদ্দীন                                           | Sikandar Shah سکندر شاه بنگالی: সিকান্দর শাহ | 1481      |
| سلطان جلال الدین بنگالی: সুলতান জালালউদ্দীন                                         | Fateh Shah فتح شاه بنگالی: ফতেহ শাহ        | 1481–1487 |
| Habshi rule takes over Sultanate of Bengal under Shahzada Barbak in 1487 C.E. |                                          |           |

- Silver shaded row signifies the start of the Restored Ilyas Shahi dynasty.

| پیشین: Delhi Sultanate | Sultanate of Bengal ۱۳۴۲–۱۴۱۵ | پسین: House of Ganesha |

| پیشین: House of Ganesha | Sultanate of Bengal ۱۴۳۷–۱۴۸۷ | پسین: Habshi rule |

## پی‌نوشت
1. ↑  سمیعی.
2. ↑  عبدالکریم.
3. ↑  Majumdar, R.C. (ed.) (2006). The Delhi Sultanate, Mumbai: Bharatiya Vidya Bhavan, pp.827–8